# Liste des monuments historiques de Herenthout
Cette page regroupe l'ensemble des monuments classés de la ville de Herenthout.
| Objet                                                           | Statut du classement? | Année de construction/architecte | Section communale | Adresse                | Coordonnées                      | Numéro d'inventaire | Illustration                            |
| --------------------------------------------------------------- | --------------------- | -------------------------------- | ----------------- | ---------------------- | -------------------------------- | ------------------- | --------------------------------------- |
| (nl) Langgestrekte hoeve                                        |                       |                                  | Herenthout        | Bergense Steenweg 37   | 51° 09′ 14″ nord, 4° 46′ 37″ est | 47162               | Téléverser                              |
| (nl) Vervallen Kempische schuur                                 |                       |                                  | Herenthout        | Bergense Steenweg 39   | 51° 09′ 14″ nord, 4° 46′ 40″ est | 47163               | Téléverser                              |
| (nl) Bewaarde Kempische schuur                                  |                       |                                  | Herenthout        | Bergense Steenweg 50   | 51° 09′ 07″ nord, 4° 46′ 34″ est | 47164               | Téléverser                              |
| (nl) Leegstaande, langgestrekte hoeve                           |                       |                                  | Herenthout        | Bevelse Steenweg 2     | 51° 08′ 11″ nord, 4° 44′ 06″ est | 47165               | Téléverser                              |
| (nl) Oude afspanning Prinsenhof                                 |                       |                                  | Herenthout        | Bevelse Steenweg 14    | 51° 08′ 05″ nord, 4° 43′ 31″ est | 47166               | Téléverser                              |
| (nl) Kempische langgestrekte hoeve                              |                       |                                  | Herenthout        | Bevelse Steenweg 35    | 51° 08′ 06″ nord, 4° 43′ 41″ est | 47167               | Téléverser                              |
| (nl) Dorpswoning                                                |                       |                                  | Herenthout        | Binnenstraat 16        | 51° 07′ 56″ nord, 4° 43′ 42″ est | 47168               | Téléverser                              |
| (nl) Leegstaande langgestrekte hoeve                            |                       |                                  | Herenthout        | Blokt 1                | 51° 08′ 41″ nord, 4° 44′ 01″ est | 47169               | Téléverser                              |
| (nl) Leegstaande langgestrekte hoeve                            |                       |                                  | Herenthout        | Blokt 3                | 51° 08′ 42″ nord, 4° 44′ 02″ est | 47170               | Téléverser                              |
| (nl) Vervallen Kempische schuur                                 |                       |                                  | Herenthout        | Blokt                  | 51° 08′ 46″ nord, 4° 44′ 11″ est | 47171               | Téléverser                              |
| (nl) De Kroon, aangepaste hoeve met losstaande bestanddelen     |                       |                                  | Herenthout        | Blokt 20               | 51° 08′ 58″ nord, 4° 44′ 33″ est | 47172               | Téléverser                              |
| (nl) Wilgenhoeve, gerenoveerde hoeve                            |                       |                                  | Herenthout        | Blokt 24               | 51° 09′ 01″ nord, 4° 44′ 43″ est | 47173               | Téléverser                              |
| (nl) Dorpsvilla                                                 |                       |                                  | Herenthout        | Boeyendaal 2           | 51° 08′ 18″ nord, 4° 45′ 42″ est | 47174               | Téléverser                              |
| (nl) Vrijstaande dorpswoning                                    |                       |                                  | Herenthout        | Boeyendaal 19          | 51° 08′ 18″ nord, 4° 45′ 50″ est | 47175               | Téléverser                              |
| (nl) Parochiekerk Sint-Pieter en Paulus                         | Oui                   |                                  | Herenthout        | Botermarkt 1           | 51° 08′ 24″ nord, 4° 45′ 21″ est | 47176               | (nl) Parochiekerk Sint-Pieter en Paulus |
| (nl) Uitbreiding van het gemeentehuis, postkantoor              |                       |                                  | Herenthout        | Bouwelse Steenweg 6    | 51° 08′ 26″ nord, 4° 45′ 20″ est | 47177               | Téléverser                              |
| (nl) Gemeentehuis, neotraditioneel complex                      |                       |                                  | Herenthout        | Bouwelse Steenweg 8    | 51° 08′ 27″ nord, 4° 45′ 20″ est | 47178               | Téléverser                              |
| (nl) Gemeentelijke feestzaal, school                            |                       |                                  | Herenthout        | Bouwelse Steenweg 8    | 51° 08′ 27″ nord, 4° 45′ 20″ est | 47179               | Téléverser                              |
| (nl) Vrijstaande dorpswoning                                    |                       |                                  | Herenthout        | Bouwelse Steenweg 12   | 51° 08′ 28″ nord, 4° 45′ 20″ est | 47180               | Téléverser                              |
| (nl) Vrijstaand burgerhuis                                      |                       |                                  | Herenthout        | Bouwelse Steenweg 33   | 51° 08′ 30″ nord, 4° 45′ 15″ est | 47181               | Téléverser                              |
| (nl) Rozenhof, vrijstaand burgerhuis                            |                       |                                  | Herenthout        | Bouwelse Steenweg 41   | 51° 08′ 31″ nord, 4° 45′ 14″ est | 47182               | Téléverser                              |
| (nl) Gerenoveerde hoeve met bewaarde Kempische schuur           |                       |                                  | Herenthout        | Doornstraat 110        | 51° 07′ 44″ nord, 4° 47′ 11″ est | 47183               | Téléverser                              |
| (nl) Sterk aangepaste hoeve                                     |                       |                                  | Herenthout        | Heikant 99             | 51° 08′ 24″ nord, 4° 47′ 22″ est | 47184               | Téléverser                              |
| (nl) Langgestrekte hoeve                                        |                       |                                  | Herenthout        | Heikant 107            | 51° 08′ 28″ nord, 4° 47′ 30″ est | 47185               | Téléverser                              |
| (nl) Ten dele aangepaste hoeve met woonstalhuis                 |                       |                                  | Herenthout        | Herentalse Steenweg 21 | 51° 08′ 30″ nord, 4° 46′ 21″ est | 47186               | Téléverser                              |
| (nl) Herhaaldelijk aangepaste hoeve                             | Oui                   |                                  | Herenthout        | Herlaar 14             | 51° 07′ 25″ nord, 4° 44′ 33″ est | 47187               | Téléverser                              |
| (nl) Kasteel Herlaar                                            | Oui                   |                                  | Herenthout        | Herlaar 16             | 51° 07′ 19″ nord, 4° 44′ 26″ est | 47188               | Téléverser                              |
| (nl) Neotraditionele dienstgebouwen                             | Oui                   |                                  | Herenthout        | Herlaar 16             | 51° 07′ 19″ nord, 4° 44′ 26″ est | 47189               | Téléverser                              |
| (nl) Molenhuis met watermolen en aansluitende molenaars         | Oui                   |                                  | Herenthout        | Herlaar 17             | 51° 07′ 19″ nord, 4° 44′ 32″ est | 47190               | Téléverser                              |
| (nl) Kapel                                                      | Oui                   |                                  | Herenthout        | Herlaar                | 51° 07′ 18″ nord, 4° 44′ 29″ est | 47191               | Téléverser                              |
| (nl) Wegwijzer                                                  | Oui                   |                                  | Herenthout        | Itegemse Steenweg      | 51° 07′ 36″ nord, 4° 45′ 40″ est | 47192               | Téléverser                              |
| (nl) Rijhuis                                                    |                       |                                  | Herenthout        | Jodenstraat 2          | 51° 08′ 20″ nord, 4° 45′ 21″ est | 47193               | Téléverser                              |
| (nl) Woonstalhuisje                                             |                       |                                  | Herenthout        | Jodenstraat 61         | 51° 08′ 17″ nord, 4° 45′ 09″ est | 47194               | Téléverser                              |
| (nl) Langgestrekte hoeve                                        |                       |                                  | Herenthout        | Kapelstraat 3          | 51° 08′ 13″ nord, 4° 46′ 42″ est | 47196               | Téléverser                              |
| (nl) Langgestrekte hoeve                                        |                       |                                  | Herenthout        | Kapelstraat 8          | 51° 08′ 24″ nord, 4° 46′ 39″ est | 47197               | Téléverser                              |
| (nl) Aangepaste hoeve en bewaarde Kempische schuur              |                       |                                  | Herenthout        | Kapelstraat 12         | 51° 08′ 11″ nord, 4° 46′ 42″ est | 47198               | Téléverser                              |
| (nl) Langgestrekte hoeve                                        |                       |                                  | Herenthout        | Kapelstraat 16         | 51° 08′ 06″ nord, 4° 46′ 39″ est | 47199               | Téléverser                              |
| (nl) Vrije meisjesschool, thans ingericht als Cultureel Centrum |                       |                                  | Herenthout        | Kloosterstraat 25      | 51° 08′ 11″ nord, 4° 45′ 24″ est | 47200               | Téléverser                              |
| (nl) Parochiezaal, thans gemeentemagazijn en garage             |                       |                                  | Herenthout        | Koestraat 43           | 51° 08′ 31″ nord, 4° 45′ 31″ est | 47201               | Téléverser                              |
| (nl) Aangepaste langgestrekte hoeve                             |                       |                                  | Herenthout        | Langstraat 53          | 51° 07′ 59″ nord, 4° 45′ 19″ est | 47202               | Téléverser                              |
| (nl) Aangepaste langgestrekte hoeve                             |                       |                                  | Herenthout        | Langstraat 55          | 51° 07′ 59″ nord, 4° 45′ 19″ est | 47202               | Téléverser                              |
| (nl) Aangepaste langgestrekte hoeve                             |                       |                                  | Herenthout        | Langstraat 57          | 51° 07′ 59″ nord, 4° 45′ 19″ est | 47202               | Téléverser                              |
| (nl) Langgestrekte hoeve                                        |                       |                                  | Herenthout        | Langstraat 121         | 51° 08′ 04″ nord, 4° 44′ 54″ est | 47203               | Téléverser                              |
| (nl) Kapel                                                      |                       |                                  | Herenthout        | Langstraat             | 51° 08′ 06″ nord, 4° 44′ 48″ est | 47204               | Téléverser                              |
| (nl) Neoclassicistisch hoekpand                                 |                       |                                  | Herenthout        | Markt 15               | 51° 08′ 20″ nord, 4° 45′ 23″ est | 47206               | Téléverser                              |
| (nl) Rijhuis                                                    |                       |                                  | Herenthout        | Markt 19               | 51° 08′ 21″ nord, 4° 45′ 21″ est | 47207               | Téléverser                              |
| (nl) Thans meergezinswoning, herenhuis                          |                       |                                  | Herenthout        | Molenstraat 13         | 51° 08′ 23″ nord, 4° 45′ 27″ est | 47208               | Téléverser                              |
| (nl) Thans meergezinswoning, herenhuis                          |                       |                                  | Herenthout        | Molenstraat 15         | 51° 08′ 23″ nord, 4° 45′ 27″ est | 47208               | Téléverser                              |
| (nl) Thans meergezinswoning, herenhuis                          |                       |                                  | Herenthout        | Molenstraat 17         | 51° 08′ 23″ nord, 4° 45′ 27″ est | 47208               | Téléverser                              |
| (nl) Café Den Toerist, twee diephuizen                          |                       |                                  | Herenthout        | Molenstraat 35         | 51° 08′ 24″ nord, 4° 45′ 33″ est | 47209               | Téléverser                              |
| (nl) Molenhuis, vrijstaand breedhuis                            |                       |                                  | Herenthout        | Molenstraat 52         | 51° 08′ 23″ nord, 4° 45′ 37″ est | 47210               | Téléverser                              |
| (nl) Molenhuis, vrijstaand breedhuis                            |                       |                                  | Herenthout        | Molenstraat 54         | 51° 08′ 23″ nord, 4° 45′ 37″ est | 47210               | Téléverser                              |
| (nl) Burgerhuis                                                 |                       |                                  | Herenthout        | Molenstraat 58         | 51° 08′ 24″ nord, 4° 45′ 42″ est | 47211               | Téléverser                              |
| (nl) Herberg 't Schipke, eertijds ook veerhuis                  | Oui                   |                                  | Herenthout        | Niemandshoek 12        | 51° 07′ 33″ nord, 4° 43′ 08″ est | 47213               | Téléverser                              |
| (nl) Monument voor de gesneuvelden                              |                       |                                  | Herenthout        | Nijlense Steenweg      | 51° 08′ 27″ nord, 4° 45′ 07″ est | 47214               | Téléverser                              |
| (nl) Rijhuis                                                    |                       |                                  | Herenthout        | Nijlense Steenweg 12   | 51° 08′ 24″ nord, 4° 45′ 15″ est | 47215               | Téléverser                              |
| (nl) Dorpswoning                                                |                       |                                  | Herenthout        | Nijlense Steenweg 21   | 51° 08′ 23″ nord, 4° 45′ 14″ est | 47216               | Téléverser                              |
| (nl) Hooghuys                                                   |                       |                                  | Herenthout        | Nijlense Steenweg 107  | 51° 08′ 24″ nord, 4° 44′ 45″ est | 47217               | Téléverser                              |
| (nl) Langgestrekte hoeve                                        |                       |                                  | Herenthout        | Oosterhoven 3          | 51° 08′ 41″ nord, 4° 47′ 07″ est | 47218               | Téléverser                              |
| (nl) Deels aangepaste langgestrekte hoeve                       | Oui                   |                                  | Herenthout        | Pauwelstraat 24        | 51° 07′ 39″ nord, 4° 44′ 30″ est | 47219               | Téléverser                              |
| (nl) Gerenoveerd breedhuis                                      | Oui                   |                                  | Herenthout        | Pauwelstraat 29        | 51° 07′ 31″ nord, 4° 44′ 14″ est | 47220               | Téléverser                              |
| (nl) Uilenbergkapel, of Kapel van Onze-Lieve-Vrouw              | Oui                   |                                  | Herenthout        | Uilenberg              | 51° 07′ 53″ nord, 4° 46′ 08″ est | 47221               | Téléverser                              |
| (nl) Kerkhof                                                    |                       |                                  | Herenthout        | van Reynegomlaan       | 51° 08′ 21″ nord, 4° 45′ 03″ est | 47222               | Téléverser                              |
| (nl) Dorpswoning                                                |                       |                                  | Herenthout        | Vonckstraat 12         | 51° 08′ 19″ nord, 4° 45′ 28″ est | 47223               | Téléverser                              |
| (nl) Pastorie                                                   |                       |                                  | Herenthout        | Vonckstraat 15         | 51° 08′ 20″ nord, 4° 45′ 28″ est | 47224               | Téléverser                              |
| (nl) Sint-Gummaruskapel                                         | Oui                   |                                  | Herenthout        | Leopoldstraat 11       | 51° 08′ 21″ nord, 4° 45′ 36″ est | 47225               | Téléverser                              |
| (nl) Dorpswoning                                                |                       |                                  | Herenthout        | Vonckstraat 59         | 51° 08′ 21″ nord, 4° 45′ 41″ est | 47226               | Téléverser                              |
| (nl) Enkelhuis                                                  |                       |                                  | Herenthout        | Zwanenberg 29          | 51° 08′ 28″ nord, 4° 45′ 26″ est | 47227               | Téléverser                              |
| (nl) Dorpswoning                                                |                       |                                  | Herenthout        | Zwanenberg 45          | 51° 08′ 30″ nord, 4° 45′ 25″ est | 47228               | Téléverser                              |
| (nl) Café De Linde                                              |                       |                                  | Herenthout        | Zwanenberg 69          | 51° 08′ 35″ nord, 4° 45′ 27″ est | 47229               | Téléverser                              |